# Gerald Roethof
Ellick Gerald Sander Roethof (Zwolle, 18 augustus 1973) is een Nederlandse advocaat met een praktijk in Amsterdam.

## Jeugd en studie
Roethofs vader, mr. Max Roethof (1940-2023), was Surinaams, zijn moeder Nederlandse. Hij is geboren in Zwolle, waar zijn vader een baan had gevonden, na een moeilijke zoektocht. Roethof was het vierde kind, waarna nog twee volgden. Ze waren de enige donkere kinderen op school. Hij verhuisde op achtjarige leeftijd met zijn gezin naar het onafhankelijk geworden Suriname, waaraan zijn vader wilde meebouwen. Deze gaf politieagenten les over strafrecht en was adviseur van de korpschef. Vanwege zijn anders-zijn werd Gerald gepest, maar hij kon zich fysiek en verbaal goed verdedigen. Als vijftienjarige werd hij aangehouden, vanwege het te vroeg afsteken van vuurwerk, maar mocht snel weer gaan om wie zijn vader was. Roethof doorliep het atheneum. Hij keerde op achttienjarige leeftijd met het gezin terug naar Nederland, vanwege de slechte economische toestand. Hij wilde sportleraar of advocaat worden, maar met het oog op ouder worden koos hij voor het laatste. Hij begon een technische studie in Delft, maar studeerde uiteindelijk rechten aan de Radboud Universiteit Nijmegen. Zijn omgeving had dit, vanwege zijn verbale kwaliteiten en wil anderen te helpen, al aangeraden. Als student mocht hij meelopen op het advocatenkantoor van zijn vader.

## Carrière
Op 23-jarige leeftijd begon Roethof in Arnhem als advocaat bij het kantoor van zijn vader, ook zijn patroon. Hij stopte met vreemdelingenrecht vanwege het vaak tevergeefse pleiten en wilde zich op strafrecht richten.
Hij startte op 27-jarige leeftijd zijn eigen kantoor, vanwege meningsverschillen met zijn vader, onder meer over het praktiseren van welk rechtsgebied. Hij ging naar de Bijlmer in Amsterdam, om potentiële cliënten vanwege de drugs- en geweldsproblemen toen en kennissen uit zijn tijd opgevangen daar. Na twee jaar verhuisde zijn kantoor naar Amsterdam-Zuid, omdat de achterban van cliënten in bekende zaken twijfelde aan de kwaliteit van een advocaat in de Bijlmer. Na een tijd beperkte hij zich tot verdachten, om te voorkomen tegenover andere cliënten te staan, en slachtoffers van politiegeweld.
In 2008 werd hij, rijdend in een dure auto, aangehouden door de politie. Nadat hij geen toestemming gaf voor een doorzoeking, werd hij bespoten met pepperspray. Toen een agent ter versterking hem herkende werd duidelijk dat men de verkeerde had. Een klacht trok Roethof in om de overtuiging dat het systeem de agenten wilde beschermen, en hij na een procedure zijn werk niet meer onbevangen kon doen. Roethof meent dat de politie zich schuldig maakt aan etnisch profileren.

### Bekende cliënten
- De moeder die haar baby in de Amsterdamse Bijenkorf naar beneden gooide.[4]
- De verdachte van een dodelijke aanrijding in een door de politie gecreëerde filefuik.[5]
- Een dealer die op levensgevaarlijke wijze witte heroïne verkocht als cocaïne.[6]
- De nabestaanden van toerist Mitch Henriquez in Den Haag bij, die door de politie zo hardhandig werd gearresteerd dat hij kwam te overlijden.[7]
- Eén van de minderjarige verdachten van een vermeend homofobe aanval, mogelijk met een betonschaar.[8]
- Jos B., die werd veroordeeld in de zaak-Nicky Verstappen.[9]
- Moreno B., één van de twee verdachten van de moord op Derk Wiersum. Hij keerde zich tegen het strenger straffen van B. door de rechtbank vanwege Wiersums rol als advocaat. Volgens hem was het leven van de één niet meer waard dan dat van een ander.[10]
- De destijds minderjarige vader van de baby die in een Amsterdamse vuilcontainer werd gevonden.[11]

## Persoonlijk
Hij heeft vier zussen en één broer. Geralds broer Ronald en zus Machteld zijn ook advocaat. Zijn zus Mildred is documentaire- en programmamaker.
Roethof is vader van twee dochters. Hij is niet meer samen met de moeder van zijn oudste dochter, die rechten studeert.
Kort na haar geboorte raakte Roethof zwaargewond door een doorgeslikt botje uit een roti-rol, die inwendig veel schade aanrichtte terwijl hij op de snelweg reed. Zijn toenmalige vriendin nam het stuur over en belde de politie. Roethof vertelde later dat die een liquidatiepoging vermoedde; getinte man in een dure auto. Hij was in levensgevaar en lag meer dan een maand in coma op de intensive care. Het ongeluk had grote gevolgen voor zijn gezondheid.
In juli 2018 was Roethof getuige van een schietpartij in Amsterdam, waarbij drie gewonden vielen, met wie hij heeft gesproken.

## In de media
Roethof treedt op in praatprogramma's om als advocaat te spreken over zijn bekende zaken.
In het najaar 2017 was Roethof samen met zijn zus en zijn neefje onderdeel van een docu-serie door Mildred genaamd De verdedigers, firma Roethof.
Begin 2018 was Roethof te zien in Wegmisbruikers (SBS6). Hij werd stilgezet op verdenking van telefoneren achter het stuur. Hij beweerde zijn dictafoon te hebben ingesproken.
In 2019 werden Roethof en zijn zusters Mildred en Machteld door Coen Verbraak geïnterviewd in het NTR-programma In de beste families.
In 2020 promootte Roethof een omroep opgericht door Mildred, genaamd EVNS. Deze had een documentaire door haar over de zaak-Nicky Verstappen moeten uitzenden, als reactie op een documentaire vanuit het perspectief van OM en politie.

## Verder lezen
- Robert Vuijsje, "Ik ben een Nederlander, ik ken het land. Alleen ken ik meer kanten", de Volkskrant, 30 januari 2018. Gearchiveerd op 23 september 2020.
- Anne-Martijn van der Kaaden; Kim Bos, "‘Op tv vind ik jou op het arrogante af’", NRC Handelsblad, 27 juli 2019. Gearchiveerd op 1 maart 2021.
- Kim Bos; Jannetje Koelewijn, "Advocaat Gerald Roethof: ‘Als ik iets niet heb, is het twijfel aan mezelf’", NRC Handelsblad, 26 november 2020. Gearchiveerd op 7 december 2020.
- Greta Riemersma, "‘Ik hoop dat ik bijdraag aan verbetering van het leven voor de zwakkeren. De sterkeren hebben toch al zoveel’", de Volkskrant, 29 december 2021. Gearchiveerd op 10 september 2022.